# François-Annibal II. d’Estrées
François-Annibal II. d’Estrées (* 1623; † 30. Januar 1687 in Rom) war ein französischer Adliger und Diplomat aus dem Haus Estrées.

## Leben
François Annibal II. d’Estrées ist der älteste Sohn von François-Annibal d’Estrées (1573–1670), Marschall von Frankreich (1626), Duc d’Estrées (1643), Pair de France (1648), und Marie de Béthune (1602–1628), Tochter von Philippe de Béthune, Comte de Selles, und Catherine Le Bouteiller de Senlis. Er war ein Neffe von Gabrielle d’Estrées (1571–1599), der Mätresse des Königs Heinrich IV. Seine Brüder sind der Marschall und Admiral Jean II. d’Estrées (1624–1707) und der Kardinal César d’Estrées (1628–1714), Bischof von Laon.
Er war Comte de Nanteuil-le-Haudouin, dann Marquis de Cœuvres, dann (1670) Duc d’Estrées und Pair de France, Vicomte de Soissons et de Pierrefonds, zudem 1. Baron und Seneschall des Boulonnais, Lieutenant-général des Armées du Roi, Gouverneur de l’Île-de-France, de Soissons, Noyon et Laon.

### Ehe und Familie
François Annibal II. d’Estrées heiratete am 27. Februar 1647 Catherine de Lauzières de Thémines († September 1684), Tochter und Erbin von Tochter Charles de Lauzières und Anne Habert de Montmort (die zweite Ehefrau seines Vaters, somit seine Stiefmutter), sowie Enkelin von Pons de Lauzières, Marschall von Frankreich. Ihre Kinder waren:
- François-Annibal III. d’Estrées (* 1648/49; † 11. September 1698 in Paris), 3. Duc d'Estrées, Marquis de Cœuvres, Thémines et Cardaillac, Comte de Nanteuil, Pair de France, Gouverneur de l’Île-de-France, de Soissons, Laon et Noyon, 1688 Ritter im Orden vom Heiligen Geist; ⚭ (1) 10. Februar 1670 Madeleine de Lionne, Tochter von Hugues de Lionne, Marquis de Berny, Minister und Staatssekretär; ⚭ (2) 23. August 1688 Madeleine-Diane de Bautru des Matras (* um 1668, † 6. Februar 1753), Dame de Serrant, Tochter von Nicolas de Bautru-Nogent, Marquis de Vaubrun, Lieutenant-général des Armées du Roi, und Marie-Marguerite de Bautru-Serrant, Urenkelin von Guillaume Bautru de Serrant
- Louis Charles d’Estrées († 5. Mai 1672), Marquis de Thémines, Kapitän zur See
- Jean d’Estrées (* 1651; † 1. Dezember 1694), Abt von Conches, 1681 Herzog und Bischof von Laon, Pair von Frankreich

### Botschafter in Rom
Von 1671 bis zu seinem Tod war er französischer Botschafter in Rom unter den Pontifikaten von Clemens X. (1670–1676) und Innozenz XI. (1676–1689) und mit Residenz im Palazzo Farnese; er nahm aufgrund seines Amtes an den Konflikten zwischen dem Heilige Stuhl und Ludwig XIV. unmittelbar teil. Unterstützung erfuhr er durch seinen jüngeren Bruder César d‘Estrées, der am 16. Mai 1672 zum Kardinal ernannt wurde und der in Rom residierte.
François Annibal II. d’Estrées starb am 30. Januar 1687 in Rom als Botschafter an einem Schlaganfall. Sein Leichnam wurde nach Soissons gebracht und dort in der Kirche des Konvents der Feuillanten bestattet, die sein Vater als Grabstätte der Familie hatte bauen lassen.